# Settimo Gastaldi
Settimo Gastaldi (Alessandria, Provincia de Alessandria, Italia, 4 de diciembre de 1910-Alessandria, Provincia de Alessandria, Italia, 1 de marzo de 1972) fue un futbolista italiano. Se desempeñaba en la posición de centrocampista.

## Clubes
| Club               | País   | Año         |
| ------------------ | ------ | ----------- |
| U. S. Alessandria  | Italia | 1929 - 1931 |
| Juventus F. C.     | Italia | 1931 - 1932 |
| U. S. Alessandria  | Italia | 1932 - 1936 |
| F. C. Pro Vercelli | Italia | 1936 - 1937 |
| A. C. Messina      | Italia | 1937 - 1938 |
| F. C. Casale       | Italia | 1938 - 1939 |